# Валеріу Траян Френціу
Валеріу Траян Френціу (рум. Valeriu Traian Frențiu; 25 квітня 1875, Решица — 11 липня 1952, Сигіт) — румунський греко-католицький єпископ єпархії Ораді, церковний і громадсько-політичний діяч. Блаженний.

## Життєпис
Народився 25 квітня 1875 року в сім'ї греко-католицького священика. Після закінчення семінарії в Бухаресті, 28 вересня 1898 року отримав ієрейські свячення в місті Лугож. Далі навчався у Відні, де отримав ступінь доктора.
14 грудня 1912 року призначений єпископом Лугожа і висвячений 14 січня 1913 року. З 25 лютого 1922 року очолив єпархію Ораді, де відзначився апостольською ревністю у будівництві храмів, семінарії та шкіл.
У 1948 папа Пій XII надав йому архиєпископську гідність. Архиєпископ Френціу захищав Католицьку Церкву від нападів комуністичного режиму, зберігаючи вірність Апостольському Престолові. В жовтні 1948 року його було заарештовано разом з іншими єпископами.
Помер 11 липня 1952 року у в'язниці міста Сигіт-Мармароський внаслідок важкої хвороби, отриманої в нелюдських тюремних умовах.

## Беатифікаційний процес
19 березня 2019 року папа Франциск уповноважив Конгрегацію в справах святих оприлюднити декрет про визнання мученицької смерті греко-католицьких румунських єпископів Валеріу Траяна Френціу, Васіле Афтеніє, Йоана Сучіу, Тита Лівіу Кінезу, Йоана Белана, Александру Русу і Юліу Хоссу, «вбитих з ненависті до віри в різних місцевостях Румунії між 1950 і 1970 роками».
25 березня 2019 року було підтверджено, що папа Франциск беатифікує Френціу та інших прелатів 2 червня під час Літургії на полі Свободи в Блажі.
Проголошений блаженним 2 червня 2019 року папою Франциском під час Святої Літургії в місті Блаж.